# Biskupi Satu Mare
Biskupi Satu Mare

## Pierwsza diecezja (1804-1930)
- 1804–1807: abp Istvan Fischer de Nagy
- 1808–1822: bp Peter Klobusiczky
- 1821–1825: bp Flórián Kovács
- 1827–1857: bp János Hám
- 1858–1866: bp Michael Haas
- 1866–1872: bp László Bíró
- 1873–1887: kard. Lőrinc Schlauch
- 1887–1905: bp Gyula Meszlényi
- 1905–1905: bp Adelberto Mayer
- 1906–1928: bp Tibor Boromisza

## Biskupi Oradea Mare - Satu Mare (1930-1941)
- 1930–1939:bp István Fiedler

## Druga diecezja (1941-1948)
- 1942–1952: bp János Scheffler[1]

## Trzecia diecezja (od 1982 r.)
- 1990–2002: bp Pál Reizer
- od 2003 r.: bp Jenő Schönberger